# دوین کارتر
دوِین کارتر (انگلیسی: Duane Carter؛ زادهٔ ۵ مهٔ ۱۹۱۳ در فرزنو، کالیفرنیا، درگذشتهٔ ۷ مارس ۱۹۹۳ در ایندیاناپلیس، ایندیانا) رانندهٔ مسابقات اتومبیل‌رانی فرمول یک اهل ایالات متحده آمریکا بود که از فصل ۱۹۵۰ تا ۱۹۵۵، و دوباره از فصل ۱۹۵۹ تا ۱۹۶۰ در مجموع در هشت گراند پری شرکت کرد.
او در طول دوران فعالیت خود در فرمول یک، ۱ بار بر روی سکو رفت و ۶٫۵ امتیاز را به نام خود به‌ثبت رساند.
کارتر در ۷ مارس ۱۹۹۳ در ایندیاناپلیس، ایندیانا درگذشت.